# Crocidura virgata
Crocidura virgata är en däggdjursart som beskrevs av Ivan T. Sanderson 1940. Crocidura virgata ingår i släktet Crocidura och familjen näbbmöss. IUCN kategoriserar arten globalt som livskraftig. Inga underarter finns listade i Catalogue of Life.
Taxonet listades efter upptäckten som underart till Crocidura olivieri och efter 1990-talet som underart till Crocidura hildegardeae. På grund av avvikelser i arternas karyotyp samt i skallens form godkänns Crocidura virgata sedan 2005 som art.
Ett exemplar hade en kroppslängd (huvud och bål) av 61 mm, en svanslängd av 40 mm, en vikt av 7 g, 12 mm långa bakfötter och 10 mm stora öron. Ovansidans päls är brun och den blir mot buken gråbrun.
Denna näbbmus hittades på olika platser i Kamerun och Nigeria. Den upptäcktes bland annat i öppna bergsskogar och på bergsängar. Det är nästan inget känt om levnadssättet.